# 棗園駅
座標: 北緯39度45分7.04秒 東経116度19分33.80秒 / 北緯39.7519556度 東経116.3260556度
棗園駅（そうえんえき）とは中華人民共和国北京市大興区に位置する北京地下鉄大興線の駅である。

## 駅構造

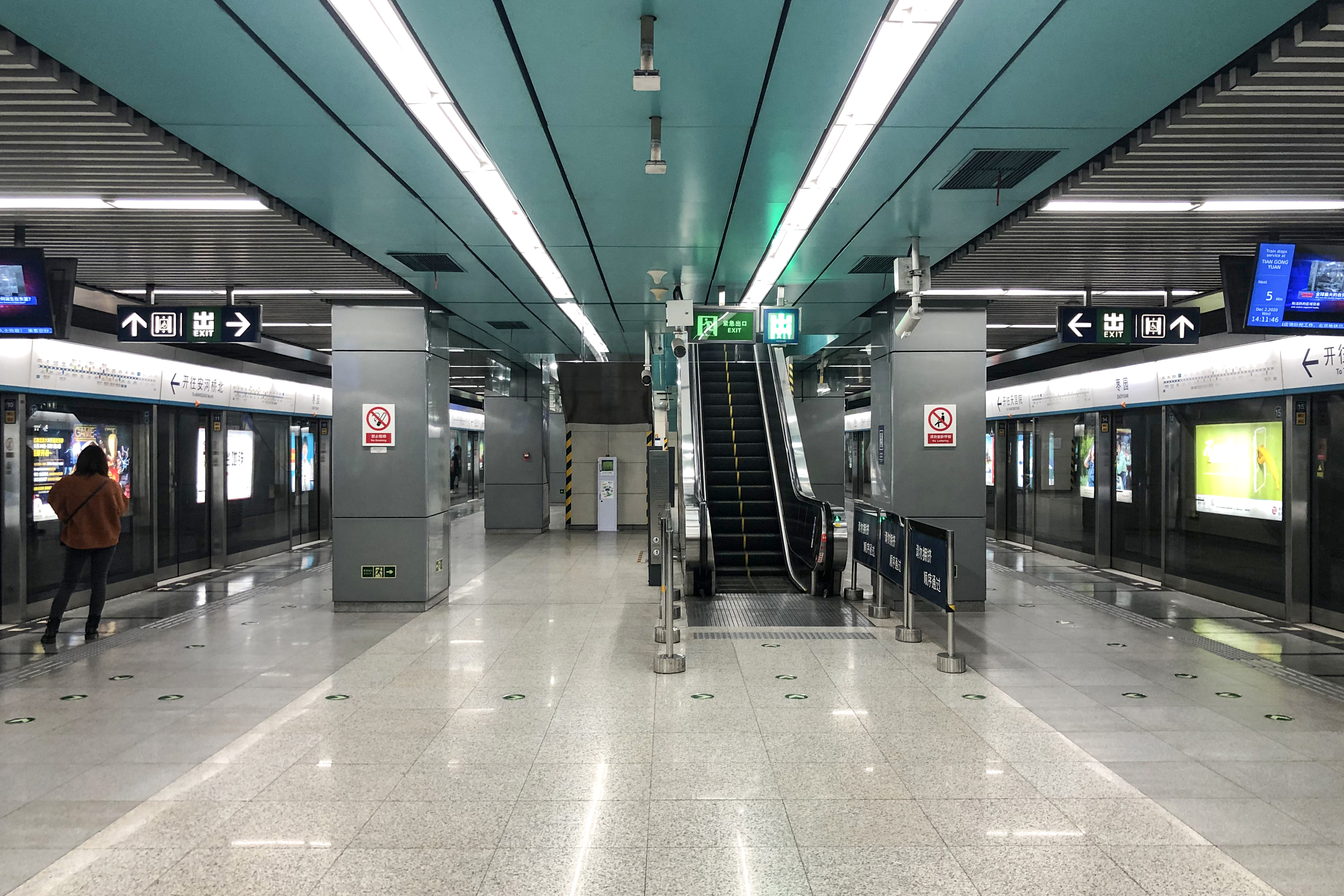
ホーム

島式ホーム1面2線を有する地下駅。
ホーム階には七宝の装飾が施されている。

## 歴史
- 2010年12月30日 - 開業。

## 隣の駅
北京地下鉄
■大興線
高米店南駅 - 棗園駅 - 清源路駅